# Pararistolochia praevenosa
Pararistolochia praevenosa är en piprankeväxtart som först beskrevs av Ferdinand von Mueller, och fick sitt nu gällande namn av Michael J. Parsons. Pararistolochia praevenosa ingår i släktet Pararistolochia och familjen piprankeväxter. Inga underarter finns listade i Catalogue of Life.